# Mishakal
En el escenario Dragonlance de Dungeons & Dragons, Mishakal es adorada como la "Curadora" entre la mayoría de la gente buena de Krynn. En los días pre-Cataclismo, era la más reverenciada de los dioses dispensadores, con muchos templos que enseñaban el arte de curar. Casi cada comunidad en Ansalón tenía un sacerdote de Mishakal para atender la salud de la población y, en días recientes, el nuevo clero de Mishakal está trabajando para renovar esta costumbre.
Antes del Cataclismo, Mishakal era conocida primariamente como la "Curadora", pero en la Guerra de la lanza ganó otros apelativos: "Traedora de Luz", "Portadora de Luz" y "Quen Illumini". Esos nombres reflejan el hecho de que fue Mishakal quien reveló los auténticos dioses a un mundo en la oscuridad. Los legendarios Discos de Mishakal, un conjunto de discos de platino grabados con el conocimiento de los dioses buenos, llevó esta revelación en forma tangible al pueblo de Krynn. Desde entonces, su sacerdocio ha crecido comprensiblemente.
Mishakal es la esposa y consejera de Paladine. La pareja tiene dos hijos gemelos, Habbakuk y Kiri Jolith, así como un tercero y más joven llamado Solinari.
Mishakal, como Paladine, se manifestó durante la Guerra de la Lanza. Desea sólo curar las tierras heridas y reclutar sacerdotes compasivos para convertirlos en nuevos sanadores. Esas actividades pusieron a Mishakal y sus seguidores en directo conflicto con Morgion y sus fieles. Mishakal desea devolver a su sacerdocio su gloria pre-Cataclismo, cuando cada asentamiento tenía un sacerdote de Mishakal.
- Datos: Q3813445